# Steven Kleynen
Steven Kleynen (* 22. Dezember 1977 in Löwen) ist ein ehemaliger belgischer Radrennfahrer.
Steven Kleynen begann seine Karriere im Jahr 2000 bei dem Radsport-Team Farm Frites. In seinem ersten Jahr gewann er eine Etappe bei der Ytong Bohemia Tour. 2003 wechselte er zu der belgischen Mannschaft Vlaanderen-T Interim, wo er die Gesamtwertung des Circuito Montañés für sich entscheiden konnte. Ab 2006 fuhr Kleynen für das Professional Continental Team Landbouwkrediet-Colnago, 2008 beendete er seine Sportlaufbahn.

## Erfolge
2003
- Circuito Montañés

## Teams
- 2000 Farm Frites
- 2001–2002 Domo-Farm Frites
- 2003–2004 Vlaanderen-T Interim
- 2005 Chocolade Jacques-T Interim
- 2006–2008 Landbouwkrediet-Colnago

| Personendaten    | Personendaten            |
| ---------------- | ------------------------ |
| NAME             | Kleynen, Steven          |
| KURZBESCHREIBUNG | belgischer Radrennfahrer |
| GEBURTSDATUM     | 22. Dezember 1977        |
| GEBURTSORT       | Löwen                    |